# Kušernik
Kušernik – wieś w Słowenii, w gminie Pesnica. W 2018 roku liczyła 88 mieszkańców.